# Ogdoad
Ogdoad er en gruppe af 8 guder i egyptisk mytologi, fire mandlige guder og deres kvindelige konsorter (nummer fire blev betragtet som repræsentativ fuldstændighed). Hvert par repræsenterede de mandlige og kvindelige aspekter af fire skabende kræfter eller kilder. De har været tilbedt i meget lang tid i Egypten, men de historiske kilder kan varierer i deres beskrivelser, ikke kun af hvad guderne tog sig af og gjorde, men også deres navne. Nun og Naunet repræsenterede det oprindelige urhav; Heh og Hauhet repræsenterede evigheden; Kek og Kuaket repræsenterede urmørket; og Amun og Amunet repræsenterede luft (eller det, der er skjult). I andre kilder er urmørket repræsenteret af Gereh og Gerehet. Heh og Hauhet er undertiden inkluderet som kræfter i kaos, eller repræsenterende strømningerne i urhavet. Da Amun senere blev tilbedt som en skabergud i sin egen ret, blev han og Amunet erstattet af Nia og Niat, tomrumsgudene.
I egyptisk mytologi er der 4 skabelsesmyter (forbundet med de byer hvor de blev tilbedt), hvor af Ogdoad guderne er med i de 2 af dem (Hermopolis og Theben).
| Religion | Spire Denne religionsartikel er en spire som bør udbygges. Du er velkommen til at hjælpe Wikipedia ved at udvide den. |